# Thisbe molela
Thisbe molela är en fjärilsart som beskrevs av William Chapman Hewitson 1865. Thisbe molela ingår i släktet Thisbe och familjen Riodinidae. Inga underarter finns listade i Catalogue of Life.

## Bildgalleri

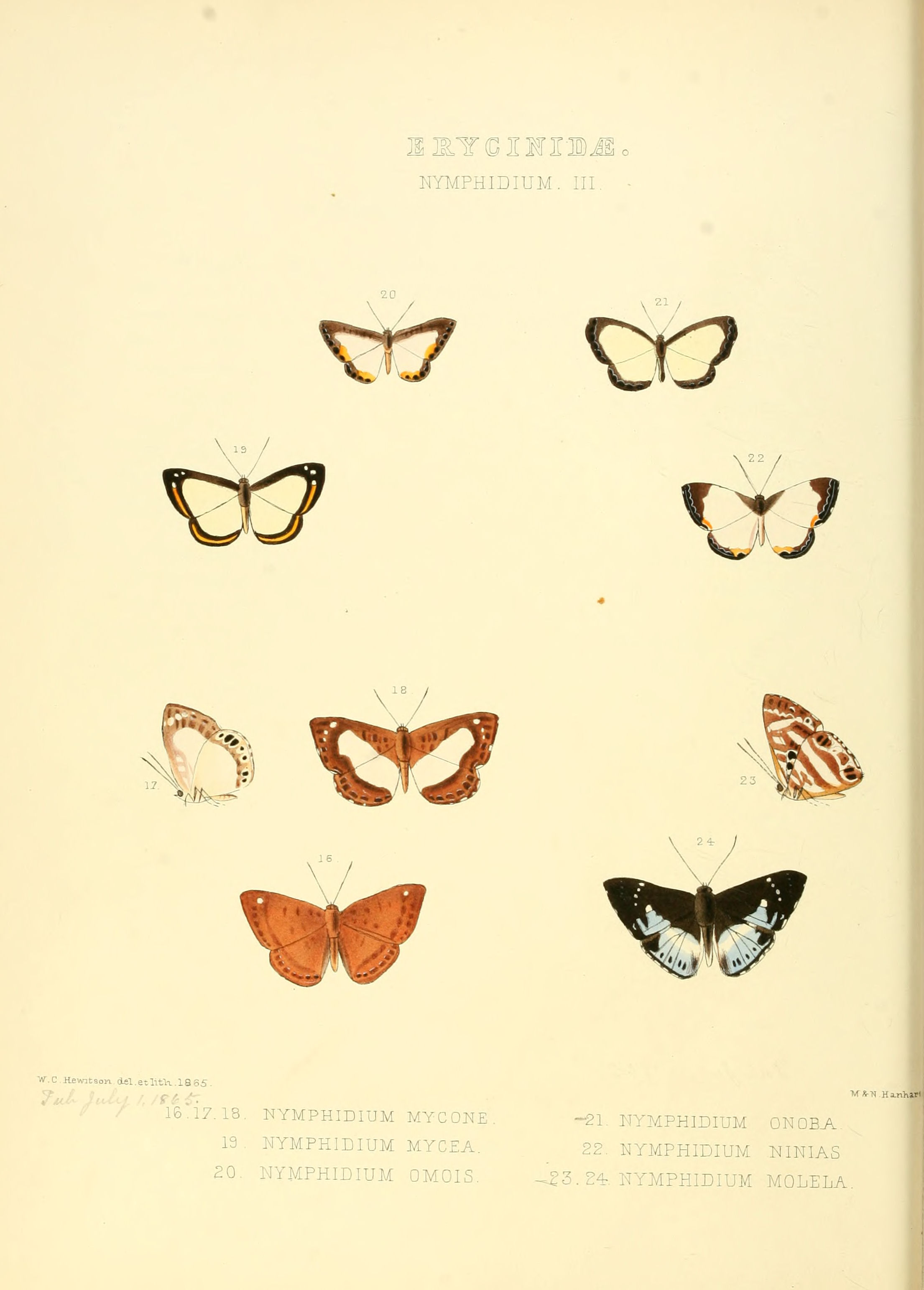